# حازمية
حازمية هي إحدى ضواحي مدينة بيروت اللبنانية تابعة لقضاء بعبدا في محافظة جبل لبنان. في اوائل الربع الأخير من القرن التاسع عشر، كانت الحازمية قرية صغيرة يسكن فيها قلّة من الملاكين وعشرات من المزارعين. وتوسعت عندما أصبحت من ضواحي بيروت المرموقة ليصل عدد قاطنيها ال55 ألف مواطن. تقع على ممر مهم على طريق بيروت-دمشق الدولي.

## جغرافيتها
تقع بلدة الحازمية في الضاحية الجنوبية العاصمة بيروت على بعد 6 كلم منها. تحدها من الشمال نهر بيروت وتقاطع بولفار سن الفيل مع الشفروليه، ومن الغرب بولفار كميل شمعون، ومن الجنوب تقاطع كاليري سمعان صعوداً حتى مستديرة الصياد ومنها صعوداً حتى مفرق الريحانية – شمالاً، ومن الشرق المدرسة الحربية. ترتفع ما بين 50م و200م عن سطح البحر. تبلغ مساحتها حوالي 2.73 كلم2. ويبلغ عدد الوحدات التجارية فيه حوالي 2.000 وحدة، وعدد الوحدات السكنية حوالي 7.500 وحدة. أما عدد سكانها يتعدى ال 55 ألف شخص.

## التسمية
اختلفت الأراء حول تسمية الحازمية. منهم من قال أنها كلمة عربية جذرها «حزم» أي جمع الشيء، ومرده أن حيالة العابرين إلى بيروت كانوا يجمعون جيادهم فيها. ومنهم من ردها إلى اسم «حازم» ورجحوا أن يكون اسم لأمير، لكن لا يوجد أي دلالات. كما ذكر البعض أن الحزم يعني المكان المرتفع وذلك لوقوعها على تلة تشرف على المناطق المحيطة بها كما ذكر موقع البلدية أن أساس الاسم هو سرياني مؤلف من مقطعين: «حازا» أي عمق، و«مايا» أي ماء، فتكون تدل على المكان التي تجتمع فيه مياه الينابيع المتوفرة بجوارها. كما ذكر أنها كانت تسمى بنبع الحازمية. أما أنيس فريحة، فرجح في كتابه «معجم أسماء القرى والمدن اللبنانية» أن تكون «أرامية سريانية مركبة من لفظين الأول من جذر "حزا" أي نظر وراقب، وكلمة "مايا" وتعني المياه، فتكون معنى الإسم "مراقب الماء" أو "ناطور الماء».

## معالم البلدة
يوجد في الحازمية أثار مهمة تدل على تاريخ المنطقة منها:
- قناطر زبيدة: أنشئت الست زبيده، زوجة طريفون (ملك السريان)، في القرن الثالث قبل المسيح، قناطر لجر مياه نهر إبراهيم إلى مختلف مناطق الساحل اللبناني، وقد بنيت هذه القناطر بدقة وإحكام حتى قال فيها الشيخ طنوس الشدياق انها عجيبة الأساس والبناء، وما زال قسم من هذه القناطر قائماً حتى اليوم.
- جسر الباشا: شيد جسر في عهد المتصرف الثالث رستم باشا عام 1878. سقط على مراحل، فقد بدأ بالانحناء الأول عام 1953، ومع هزة العام 1956 إنشق قسم كبير منه إلى أن إنهار نهائياً في العام 1958، إشارة إلى أن المحلة سميت بإسمه بعدما كان إسمها المخاضة الفوقا.
- قبور الباشوات: تقع قبور الباشوات على مفرق طريق الشام – بعبدا، وكانت بقعة هذه الأرض المكان المفضل للمتصرف الثاني فرانكو باشا الذي كان يقصدها للنزهة والإستجمام وبسبب عشقه لها، أنشئ له قبراً ودفن فيه عام 1873. ومن نبعده دفن إلى جانبه إبنه فؤاد بالإضافة إلى العديد من شخصيات ذاك الزمان الذين شيّدت لهم أضرحة خاصة بأشكال هندسية رائعة ببلاطها الرخامي الصافي وأنصابها وتماثيلها الدقيقة. علماً بأنّ هذه المدافن قد تضررت بفعل الحروب والعوامل الطبيعيّة.[2]
- كنائسها: يوجد بالحازمية العديد من الكنائس منها:[2]
  - كنيسة مار روكز للطائفة المارونيّة: في سنة 1878 تبرع السيد جبران فرح بقطعة أرض فشيّدت كنيسة صغيرة باسم مار روكز، وعندما تطوّر وضع الحازمية من قرية صغيرة إلى ضاحية مهمّة ثم إلى مدينة قائمة بحد ذاتها، تنادى أبناء البلدة عام 1932 لبناء كنيسة جديدة وجرى توسيع هذه الكنيسة في العقد الأخير من القرن العشرين لتتلاءم معنمو عدد أبناء المنطقة.
  - كنيسة مار الياس للطائفة المارونيّة: كنيسة صغيرة من وقف الياس العيراني، تتسع لحوالي 150 شخصاً. دشنها المطران إغناطيوس زياده مطران الأبرشية.
  - كنيسة مارت تقلا للطائفة المارونيّة: تقع في أحد أهم المواقع في الحازميّة، على مقربة من ساحة مارتقلا، وقد أعطت إسمها للمركز السكني في أعالي الحازميّة، تأسست عام 1918 على وقف آل الأسمر. حدثت عام 1982الكنيسة الجديدة على طراز هندسي حديث، فأصبحت كنيسة مارت تقلا محجّاً لكل طالب إيمان ومحطة مهمة في الحازمية يقصدها الأهلون والزوار من مختلف المناطق.
  - كنيسة مار يوحنا الحبيب لطائفة الروم الملكيين الكاثوليك: بنيت عام 1988، دشنها آنذاك مثلث الرحمات الميتروبوليت حبيب باشا. تتسع لحوالي 350 شخصاً، وتضم مكتبة عامة فيها أكثر من 20.000 كتاب باللغات العربية، الفرنسية والإنكليزية.
  - دير الآباء الكرمليين (دير سيدة الكرمل): تقع مقابل مبنى تلفزيون لبنان وهي لأبناء طائفة اللاتين. بنيت عام 1965، وإكتملت في العام 1968، وقد تم تدشينه على عهد الأب الرئيس بولس باسيم الذي أصبح مطران اللاتين لاحقاً، أنشئت فيه مدرسة شبه مجانيّة لأبناء المنطقة وتحولت في العام 1999 إلى مركز للدراسات اللاهوتية.
  - دير الآباء المخيتاريست للطائفة الأرمنية: تقع في وسط الحازمية وتأسست عام 1956 على مساحة 13.500 م2. تضم مدرسة ثانوية وثلاث رهبان.
  - كنيسة جماعة الله مارتقلا للطائفة الإنجيليّة: بنيت على مساحة 650م2 ودشنت في العام 1973، تتتسع لحوالي 200 شخص. تتضمن مكتبة عامة ومكاناً مخصصاً للأولاد.
  - كنيسة مار بطرس وبولس لطائفة الروم الأرثوذكس: بدأ تشييدها في العام 1950، لكنها لم تفتح ابوابها للمؤمنين قبل العام 1955. تتسع الآن لحوالي 250 شخصاً جلوساً. هي كنيسة تراثية تتميّز بتصميمها الحجري المقصوب.
  - كنيسة القيامة طائفة الروم الأرثوذكس - نيو مار تقلا: تمّ شراء الأرض عام 1994 وقد بدأ العمل فعلياً في بناء الكنيسة عام 1996 واصبح العمل مشارفاً على نهايته، من المتوقع ان تتسع لحوالي 750 شخصاً (جلوساً).